# Jean-Baptiste Boussard
Jean Baptiste Boussard, (París, 4 de desembre, 1758 - Nantes, 9 d'octubre, 1795 a Nantes (Loira Atlàntic), com a conseqüència de les seves ferides rebudes en combat. Va ser un general de brigada de la Revolució Francesa.

## Registres de servei
Va entrar al servei el 4 de juny de 1783, com a soldat del regiment de Llemosí, va esdevenir caporal el 28 de febrer de 1784, sergent d'intendent l'1 de març de 1785 i sergent major de granaders l'11 de maig de 1789.
El 28 de gener de 1792 va ingressar com a sergent a la Guàrdia Constitucional de Lluís XVI, i va ser destituït d'aquest cos el 20 de juny següent. El 4 de setembre de 1792 es va incorporar com a capità a l'11è batalló de voluntaris de París i el 20 d'octubre de 1792 va ser elegit primer tinent coronel. Adscrit a l'exèrcit occidental, i líder dels granaders sota Beysser, es va distingir en la batalla de Montaigu el 16 de setembre de 1793.
Va ser ascendit a general de brigada el 9 d'abril de 1794 i el 14 d'abril va ser nomenat comandant interí de Nantes. El 8 de maig va defensar Le Perrier i va ser ferit per dos trets al braç dret i al maluc dret. El 6 de juny de 1794, a Challans, va repel·lir els Vendéans? i el 18 de març de 1795 va manar l'atac durant la batalla de Chalonnes, on va rebre dues ferides al braç. El setembre de 1795 fou adscrit a la divisió de Caffin, i els dies 3 i 4 d'octubre de 1795 participà a la batalla de Mortagne, on fou ferit per dos trets d'un insurgent.
Transportat a l'hospital de la unitat de Nantes el 4 d'octubre, va morir de les seves ferides el 9 d'octubre de 1795.